# Les Chemins de la Mâture en vallée d'Aspe
Les chemins de la Mâture sont des voies de débardages vers le gave d'Aspe et le port de Lées Athas.  

## Le chemin de la Mâture d'Etsaut

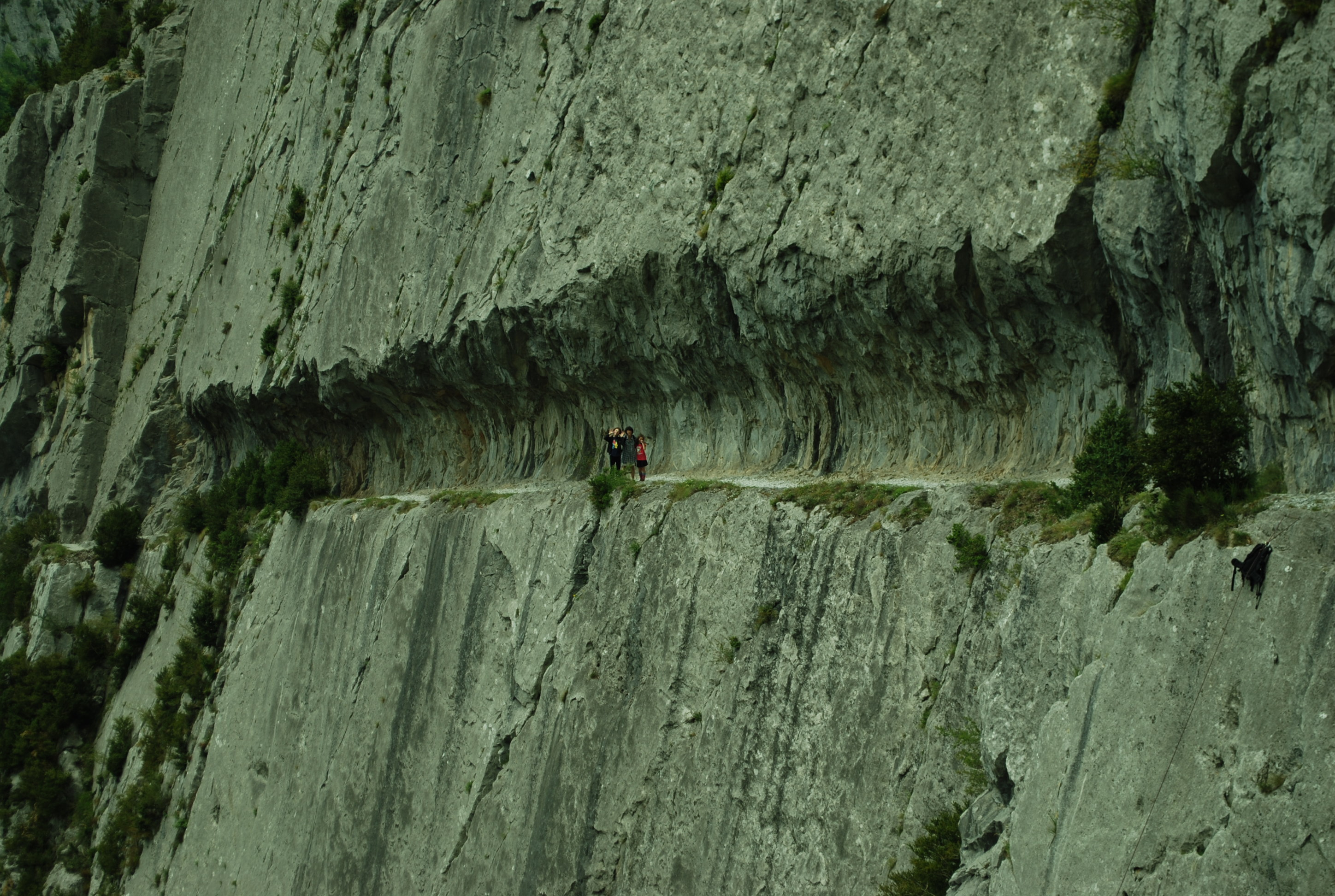

Ce chemin de la Mâture est un chemin de 1 200 mètres de long, taillé dans le rocher d'une falaise de la vallée encaissée du ruisseau La Secoue, près de sa confluence avec le gave d'Aspe, sur la commune d’Urdos dans les Pyrénées-Atlantiques. Formant une gouttière de quatre mètres de haut pour quatre mètres de large dans la falaise sur plus de 900 mètres de son parcours, il surplombe les gorges d'Enfer de 200 mètres. Il fait face au fort du Portalet, situé de l'autre côté du ravin, à la confluence des deux cours d'eau. 

### Histoire
À partir de 1660, le roi Louis XIV et son ministre Colbert décident de doter la France d'une grande marine de guerre. Devant les difficultés pour s'approvisionner en bois du nord à cause des guerres et du coût, Colbert décide d'exploiter les forêts de l'ouest pyrénéen. Elles offrent de grands arbres de qualité et des voies d'acheminement par les gaves jusqu'au port de Bayonne. Plusieurs forêts vont ainsi être exploitées et quelques voies d'accès aménagées (on retrouve dans la région plusieurs toponymies de la Mature ou de la Marine). Après une interruption entre 1720 et 1750, l'exploitation connait son apogée dans la seconde moitié du XVIIIe siècle, avec Choiseul sous le règne de Louis XV.  
L'exploitation est alors confiée au corps des ingénieurs de la Marine. Mais les forêts s'épuisant, cela oblige ces derniers à exploiter d'autres forêts ou bois, plus difficiles d'accès. C'est ainsi que l'ingénieur Leroy décide d'exploiter la forêt du Pacq. Mais pour cela, il faut pouvoir faire franchir aux troncs un ravin étroit et à pic connu sous le nom de « gorges de l'Enfer ». Ces hommes vont alors creuser à flanc de la falaise abrupte un passage suffisamment large et haut pour le passage de bœufs tirant des troncs. Il fut achevé en 1772. Les sapins extraits de cette forêt allaient devenir des mâts de bateaux, les hêtres seront utilisés pour les avirons et les poutres, tandis que les buis serviront à la confection d'essieux et de poulies. Les futurs mâts étaient ensuite transportés par flottage sur le gave pour rejoindre Oloron, puis Bayonne. L'exploitation des arbres pour la marine en vallée d'Aspe s'achève en 1778 par épuisement de la ressource.
Aujourd'hui le sentier de grande randonnée GR 10 passe sur le chemin de la Mâture.
Depuis juin 2021, une passerelle himalayenne permet aux piétons de passer du chemin de la mâture au fort du Portalet.

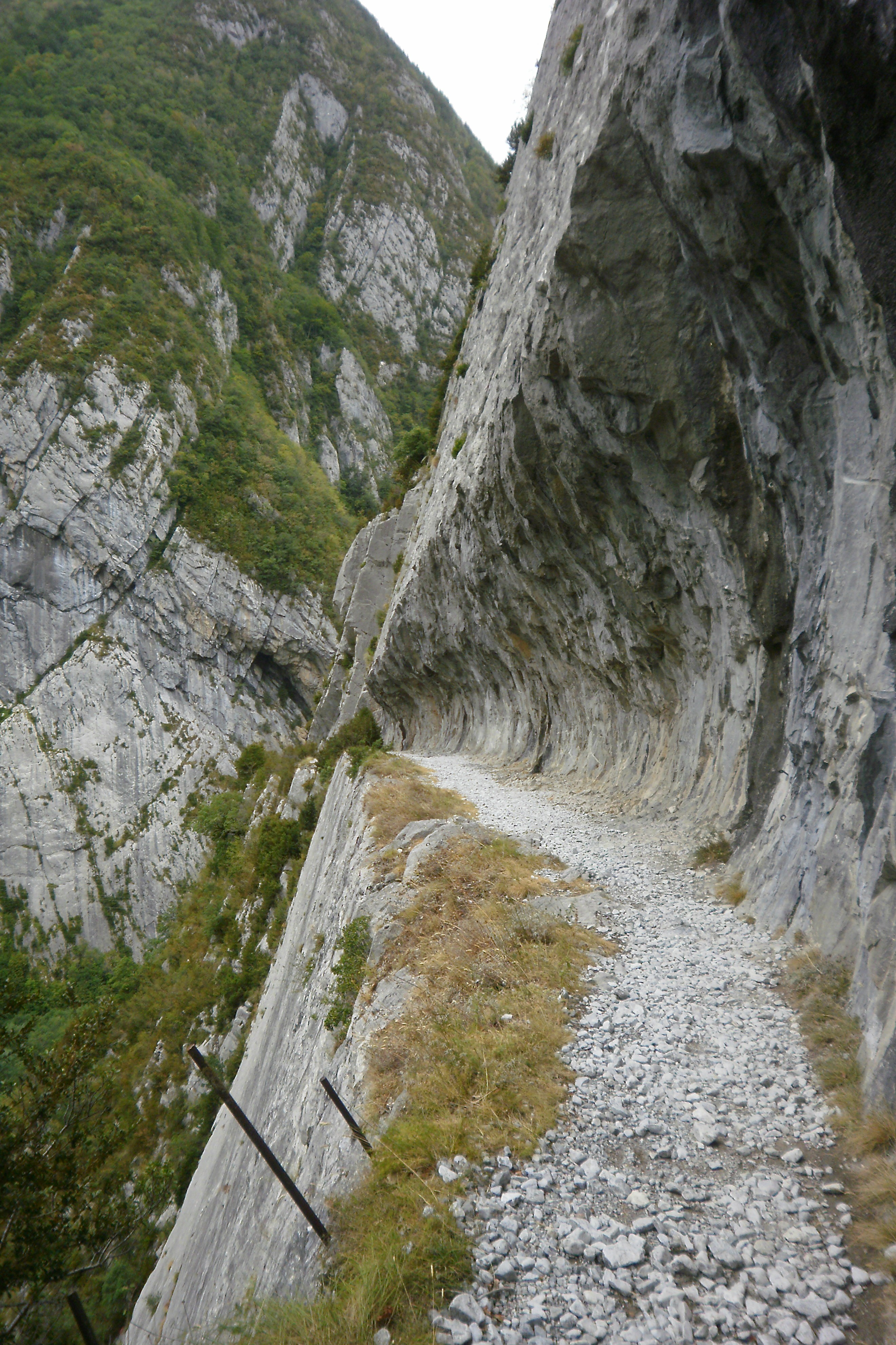
Chemin de la Mâture
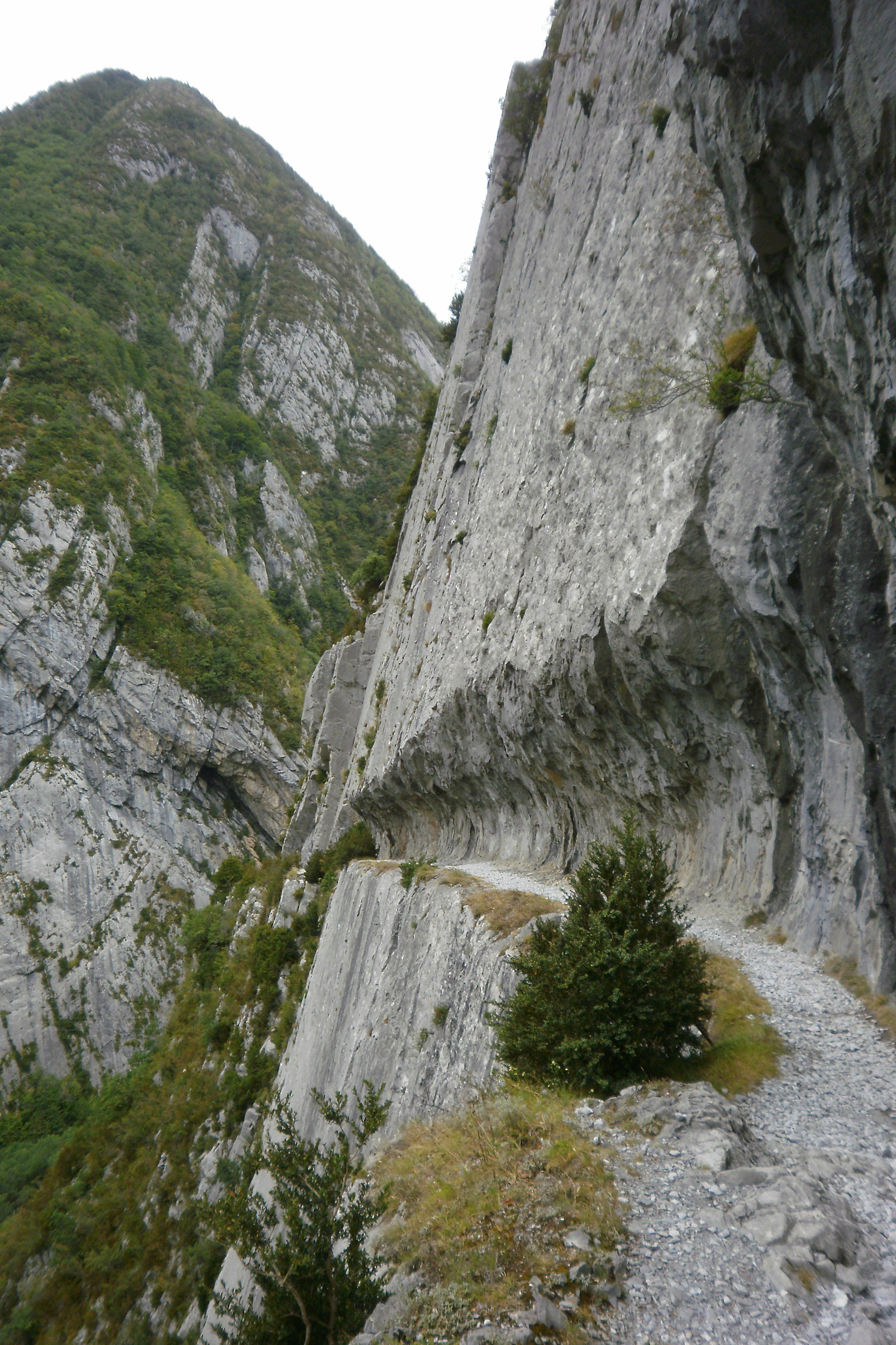
Chemin de la Mâture
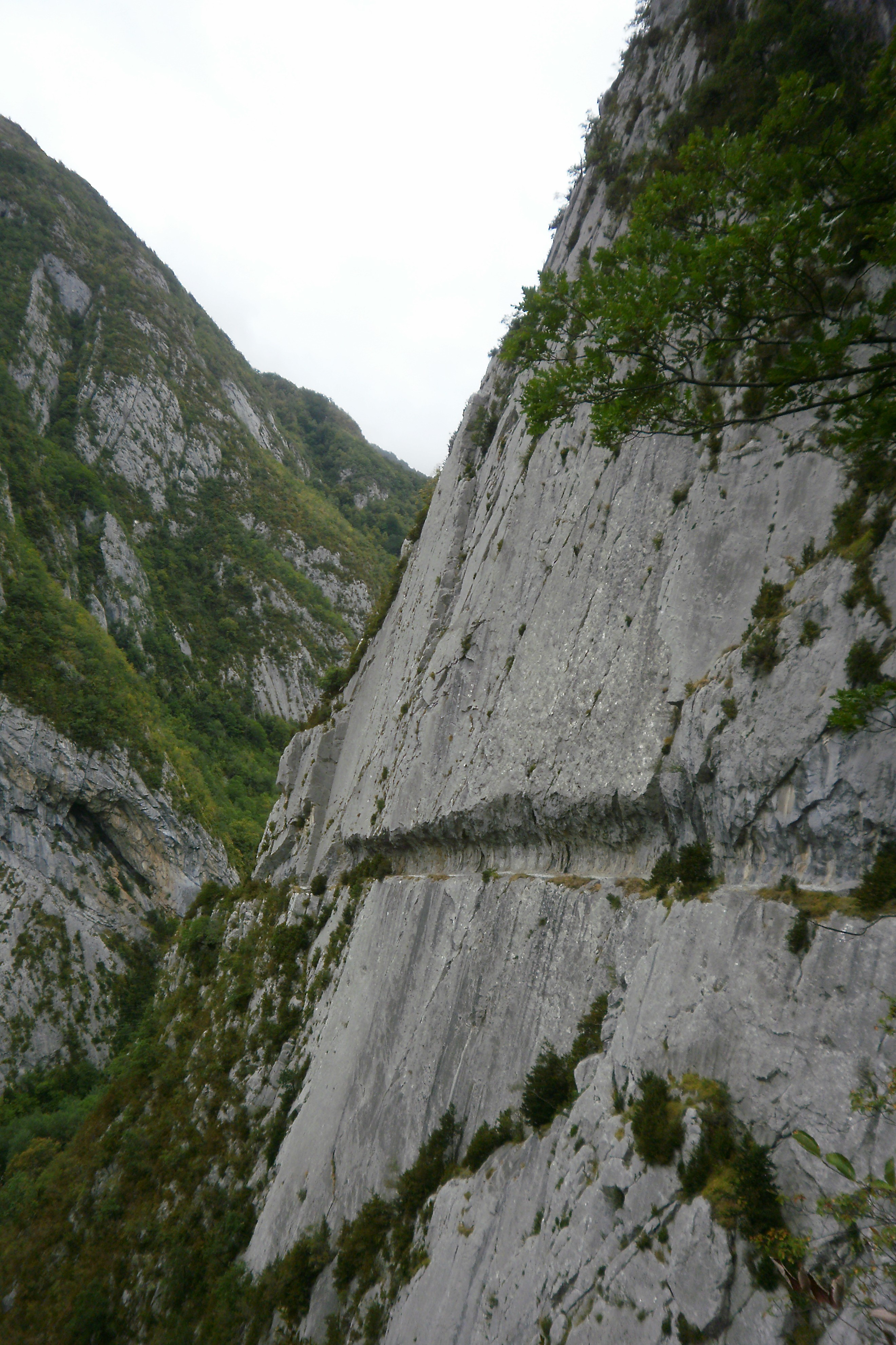
Chemin de la Mâture
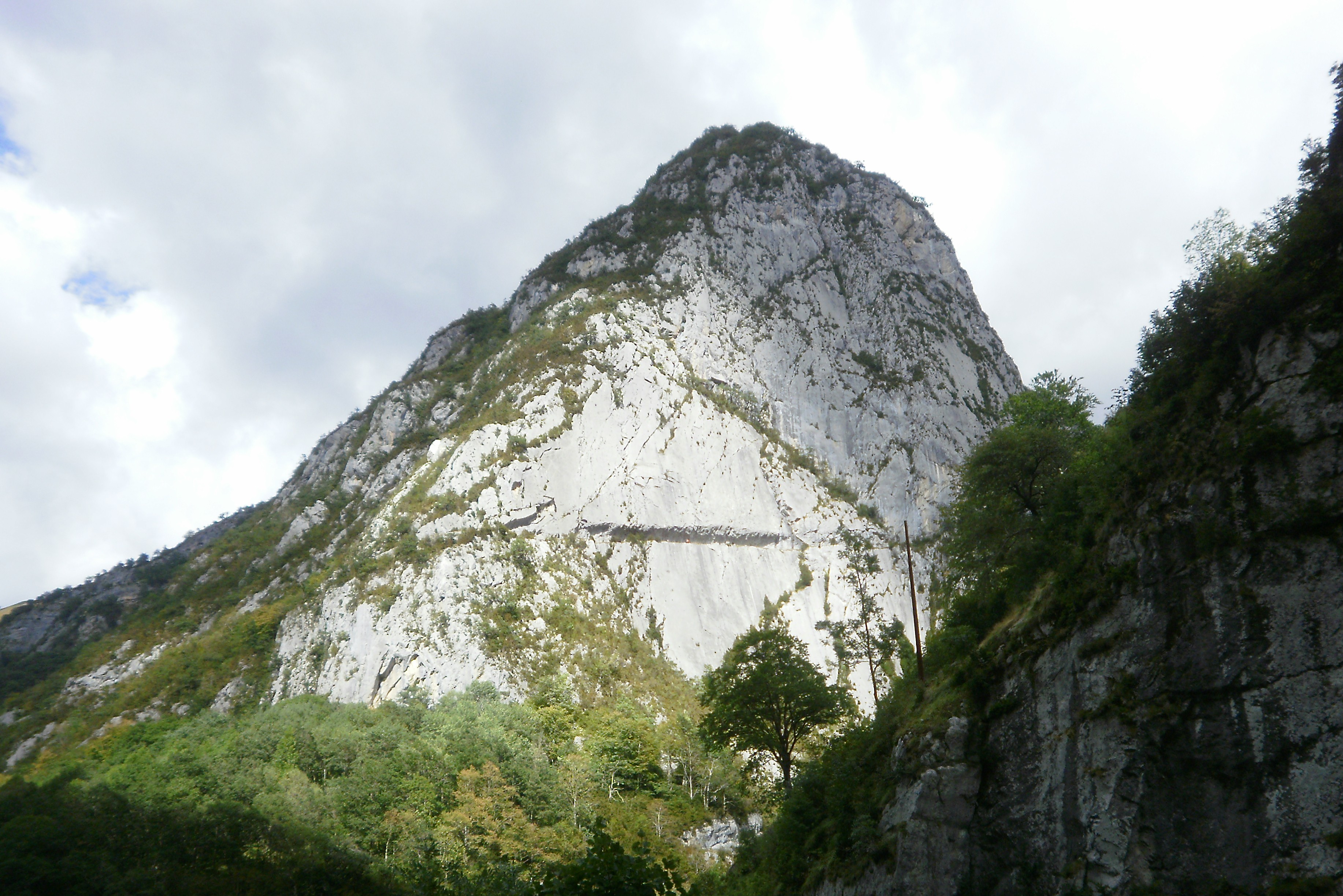
Chemin de la Mâture
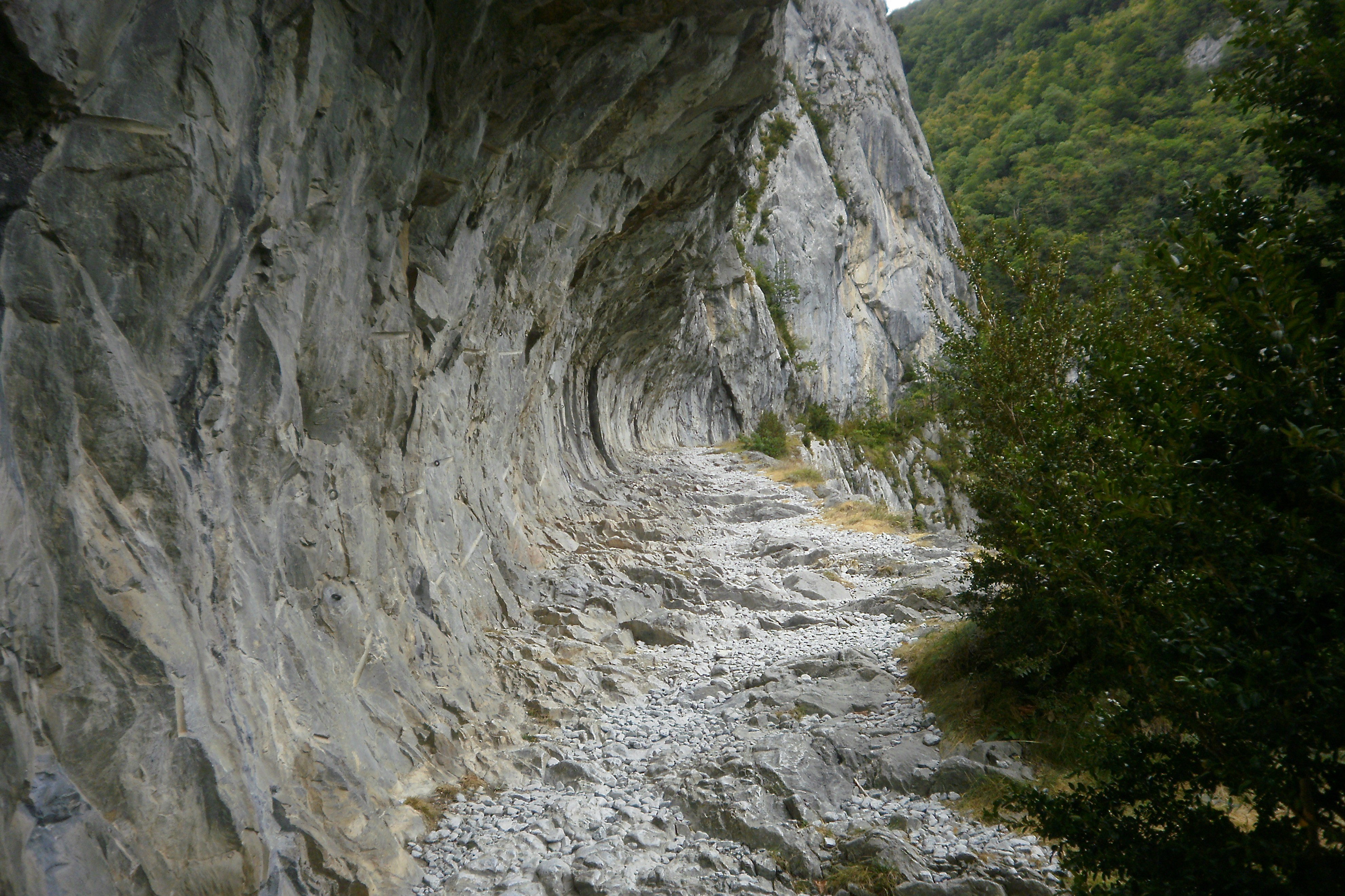
Chemin de la Mâture